# Cyperus kaessneri
Cyperus kaessneri är en halvgräsart som beskrevs av Charles Baron Clarke. Cyperus kaessneri ingår i släktet papyrusar, och familjen halvgräs. Inga underarter finns listade i Catalogue of Life.